# Markthalle (Hannover)
De Markthalle Hannover is een markthal in de Duitse stad Hannover die in 1954 in gebruik werd genomen en nu in de volksmond de Buik van Hannover wordt genoemd. De markthal ligt tegenover het oude stadhuis aan de rand van het oude centrum. Het vorige gebouw, dat dateerde uit 1892 werd gebouwd, werd in 1943 tijdens de luchtaanvallen op Hannover in de Tweede Wereldoorlog grotendeels verwoest en later gesloopt.

## Geschiedenis
Oorspronkelijk werden landbouwproducten in Hannover door lokale boeren naar de stad gebracht en verkocht op openbare marktplaatsen, zoals het oude stadsmarktplein aan de Marktkerk. Markten zorgden ervoor dat de stadsbevolking van Hannover over voldoende voedsel beschikte. Eind 19e eeuw gaven de toenemende eisen aan hygiëne aanleiding tot de vraag naar regulering van de open markten. De bevolkingsontwikkeling van Hannover bedroeg in 1875 ruim 100.000, waarmee het een grootstad was. Het aantal inwoners nam snel toe, waardoor het aantal handelaars steeds verder toenam. De handkarren van de marktkooplieden in de straten rond de marktkerk hinderden het verkeer. Dat is de reden waarom de Königliche Polizeidirektion Hannover in 1888 aandrong op de afschaffing van de straatmarkt. In hetzelfde jaar besloot de stad een gemeentelijke markthal te bouwen.

## Eerste hal

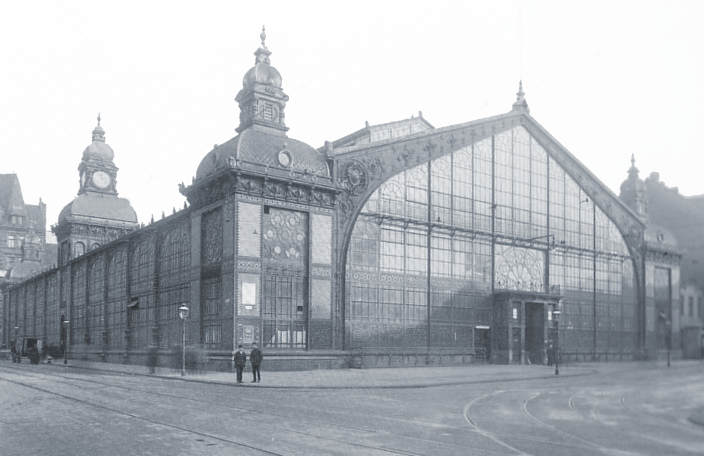
Eerste markthal rond 1892

De eerste markthal werd ontworpen door de architect en stadsinspecteur Paul Rowald, die zich liet inspireren op de Galerie des Machines, gebouwd voor de Wereldtentoonstelling van Parijs in 1889. Het gebouw was een constructie van ijzer en glas met bakstenen zijwanden. De constructie had een lengte van 84 m, een breedte van 48 m en een hoogte van ongeveer 20 m. Het kreeg torens op de hoeken. Bij de inauguratie op de 18 oktober 1892 was de markthal in Hannover het grootste staal- en glazen gebouw van het Duitse Keizerrijk, waar vervolgens 243 handelaren hun intrek namen. Tot 1929 leidden tramsporen naar de zuidkant van de markthal, waarlangs goederen werden afgeleverd.
Tijdens de Eerste Wereldoorlog breidde de stad de koelcellen onder de markthal uit om graan en voedsel voor de bevolking op te slaan. In de markthal werden basisvoedingsmiddelen goedkoper verkocht in gemeentelijke verkooppunten.
Tijdens de Tweede Wereldoorlog werd de hal verwoest tijdens een bombardement van de Amerikaanse luchtmacht, in de middaguren van de 26 juli 1943. De kelders met de koelcellen bleven behouden. Na het einde van de oorlog ging de markt door in de verwoeste hal met geïmproviseerde kraampjes en kramen.

## Tweede hal
In de jaren 1950 verzamelden 75.000 inwoners van Hannover handtekeningen om de reconstructie van de markthal te eisen. Het werd in 1954 gebouwd naar plannen van architect Erwin Töllner op de plek van de verwoeste markthal. Het was een puur functioneel gebouw. Het gebouw heette oorspronkelijk “Neue Halle”, maar de bevolking eiste de oude naam Markthalle. Het ligt tussen de Leinstrasse, Marktstrasse en Karmarschstrasse en is sinds 1975 verbonden met het Stadtbahn van Hannover via het ondergrondse station Markthalle/Landtag.
Het gebouw van de markthal, dat op 14 december 1955 werd voltooid, werd gebouwd op de gedeeltelijk zichtbare monumentale funderingsmuren en keldergewelven van de historische markthal en is daarom - net als het gebouw van het deelstaatparlement van Nedersaksen in het Leineschloss - "een gebouw dat na de oorlog vanaf de overblijfselen gebouwd is en daarom in zijn geheel een monumentaal pand is.
Tegenwoordig heeft de markthal een verkoopoppervlak van 4.000 m². Op weekdagen worden bij 73 marktkramen alle soorten voedsel aangeboden, zoals groenten, wijn, worst, vlees, broodproducten, vis en fruit. Ook zijn er veel kraampjes met warme gerechten, zowel Duitse maaltijden als internationale specialiteiten. De markthal, in de volksmond bekend als de buik van Hannover, is een populaire ontmoetingsplaats om te genieten van een glas Prosecco of een cappuccino.
In 1997 werd de markthal overgedragen van stadseigendom aan een particuliere exploitatiemaatschappij, die renovatie en modernisering doorvoerde.

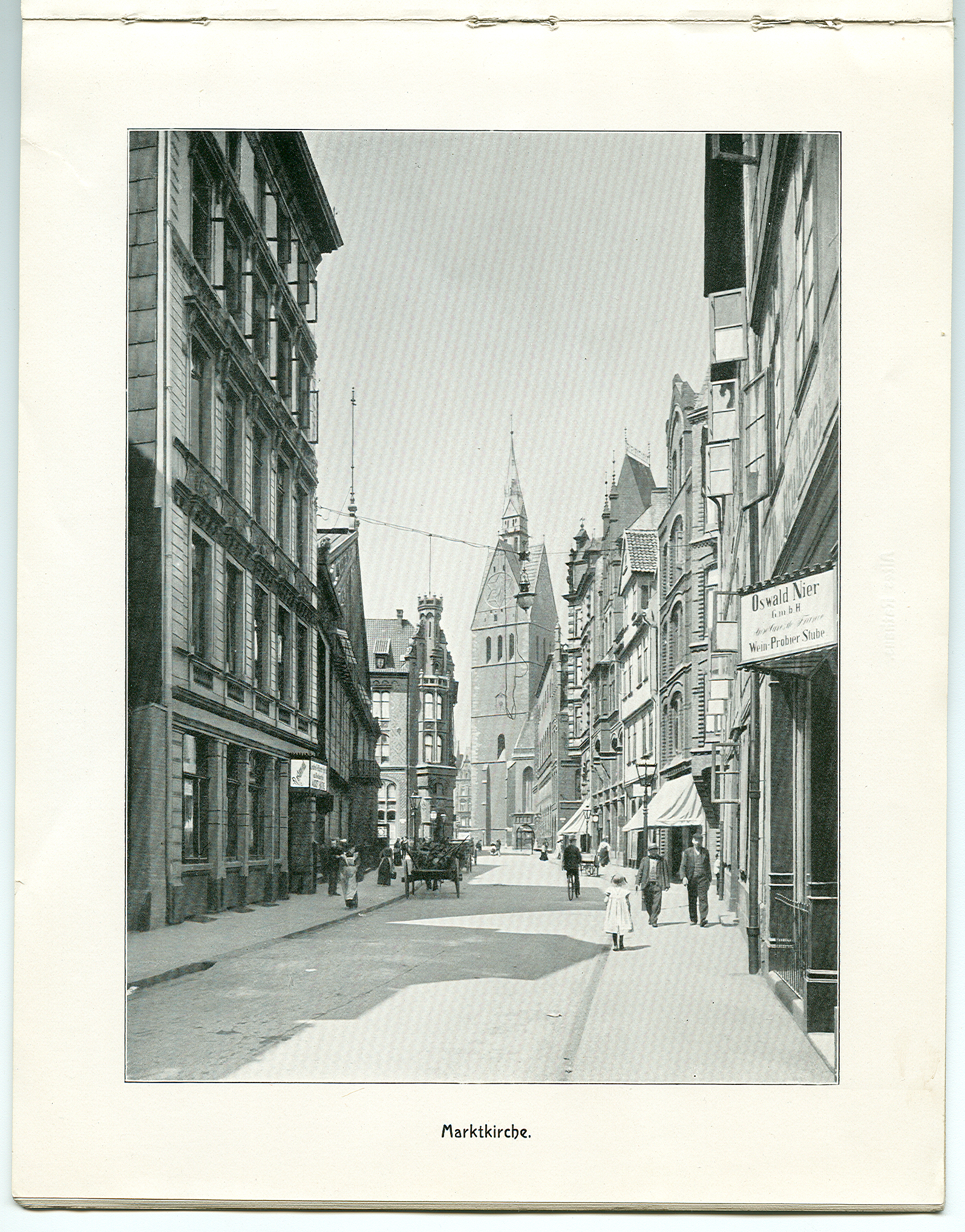
Köbelinger Straße met markthal (2e gebouw van links), foto door Karl F. Wunder rond 1900
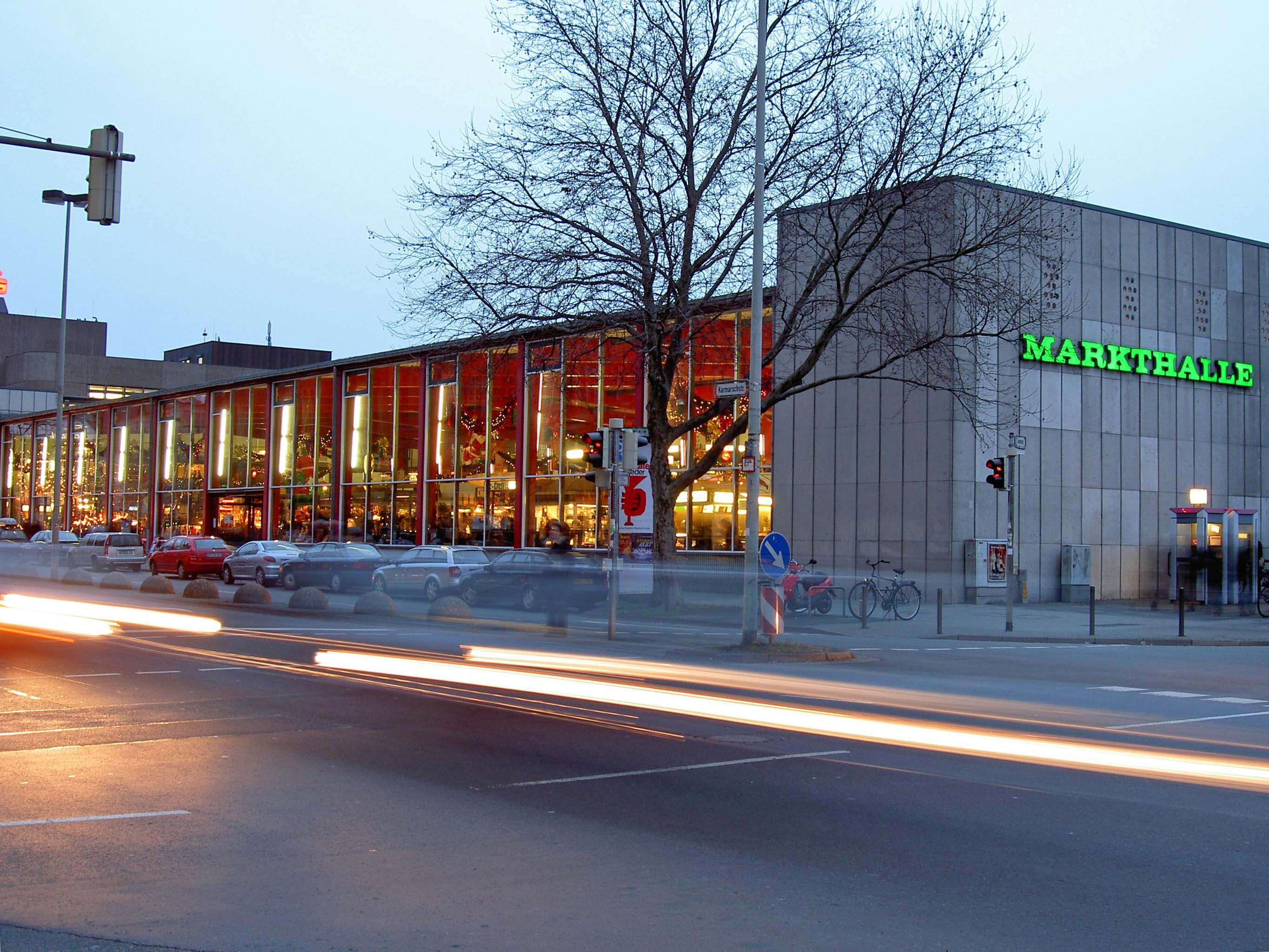
Markthal in de schemering
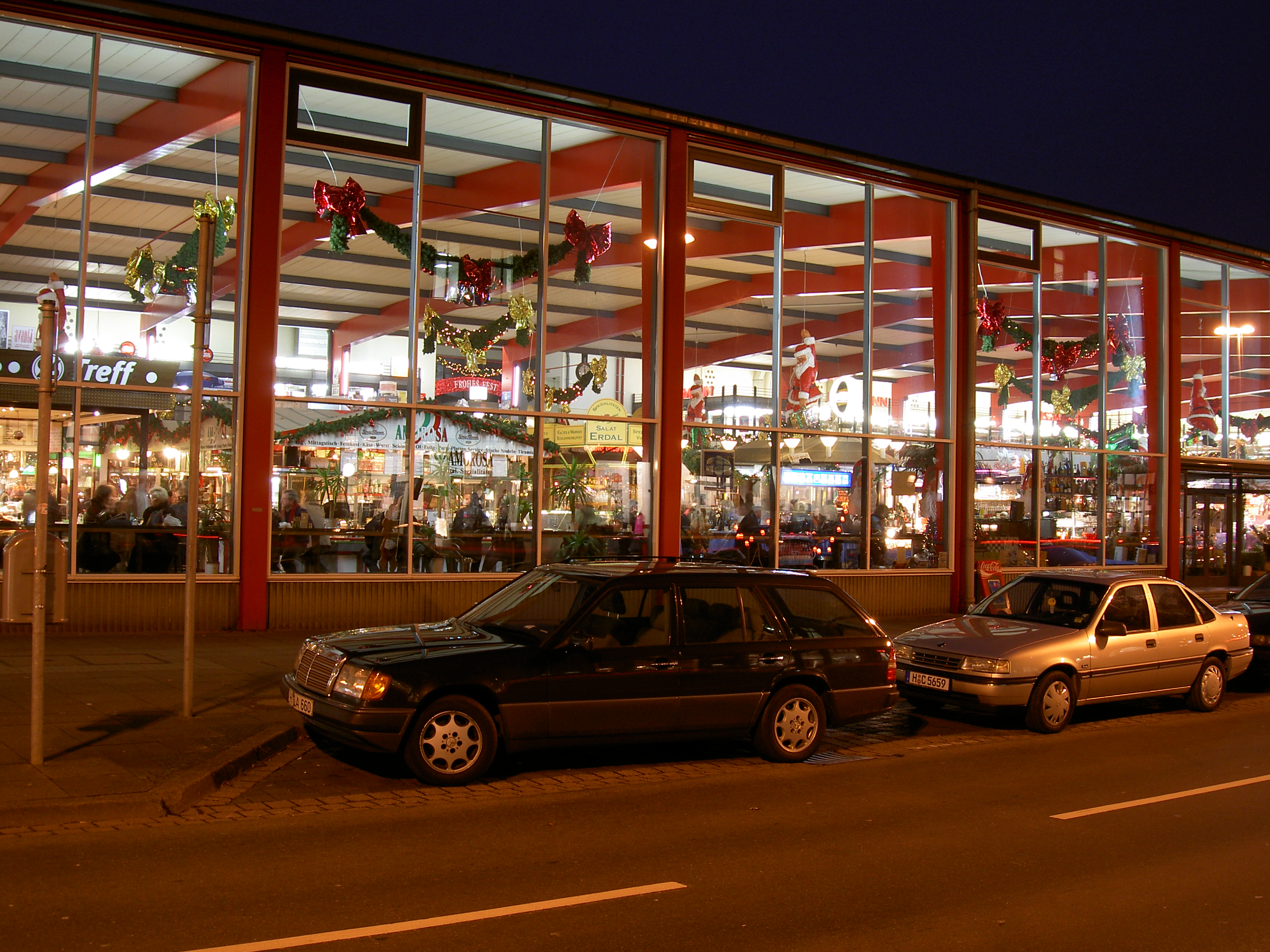
Blik naar binnen
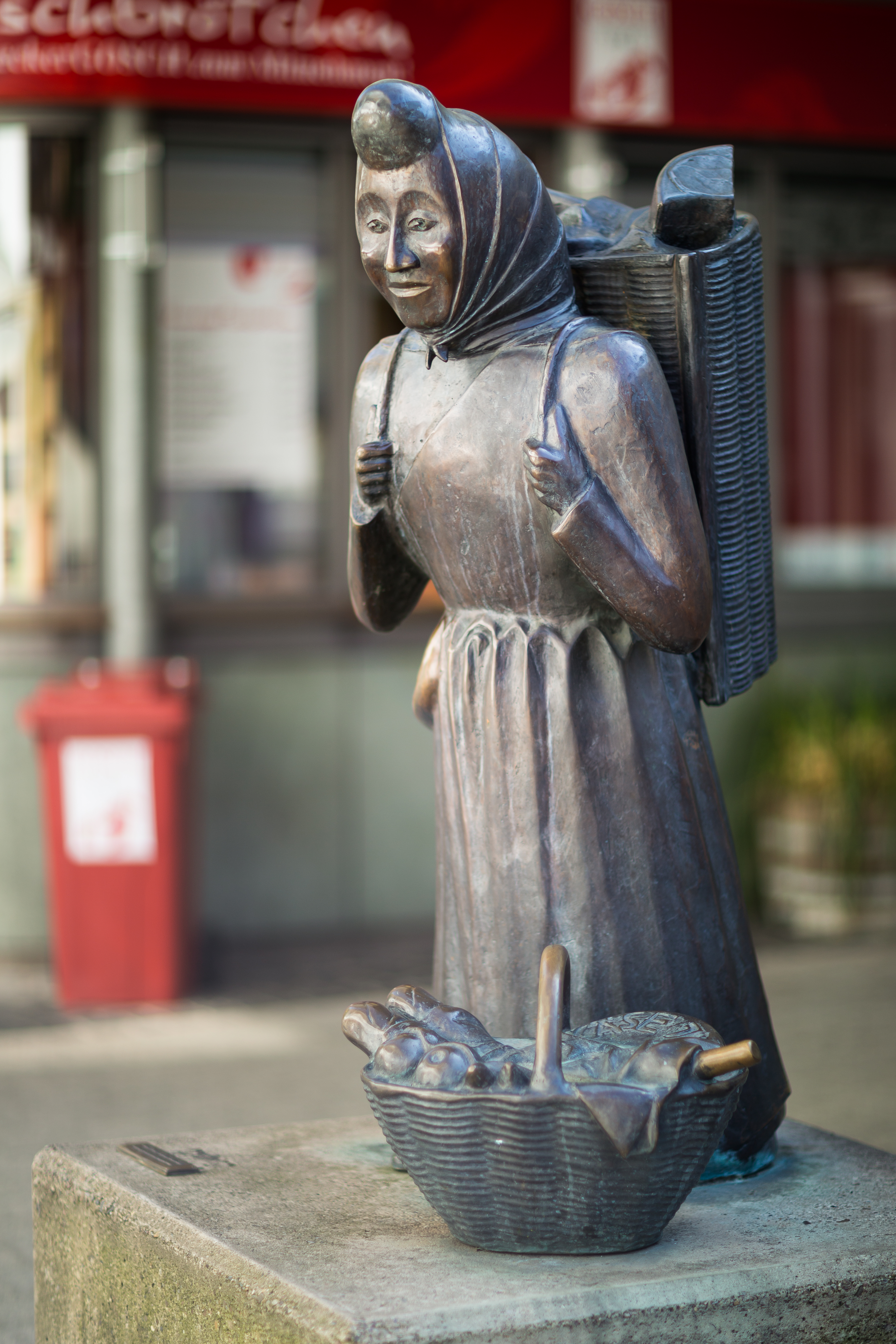
Monument voor Karoline Duhnsen bij de hoofdingang

Karoline Duhnsen (1906–2001), roepnaam Oma Duhnsen, uit Lindhorst wordt beschouwd als het symbool van de markthal. Ze reisde elke dag vanuit het Schaumburger Land en verkocht ruim 50 jaar lang vlees- en worstproducten op een marktkraam. Ze presenteerde zichzelf elk jaar in Schaumburg-kostuum tijdens de parade van de schutters op het Schützenfest van Hannover. Terwijl ze nog leefde, werd voor de hoofdingang van de markthal een monument voor haar opgericht, waarop haar werd afgebeeld met een kist en een mand. 